# 米婭·廷德爾
米婭·嘉麗絲·廷德爾（英語：Mia Grace Tindall；2014年1月17日—）是扎拉·廷德爾與邁克·廷德爾的長女，同時是愛丁堡公爵菲利普親王與伊利沙伯二世女王夫婦的第四位曾孫輩，也是女王長女安妮長公主的外孫女。她出生時在英國王位繼承順序中排第16位，現時排名第23位。

## 出生與早年生活
2014年1月17日，米婭·嘉麗絲·廷德爾在格洛斯特郡皇家醫院出生，是扎拉·廷德爾與邁克·廷德爾的長女，同時是伊利沙伯二世與愛丁堡公爵菲利普親王的第四位曾孫輩，因此她出生時在英國王位繼承順序中排第16位，現時排名第23位。
她於2014年11月30日在切林頓的聖尼古拉教堂受洗。伊利沙伯二世、愛丁堡公爵菲臘親王、威廉王子以及米婭的外祖母長公主安妮共同出席洗禮儀式及先前的午餐會。

## 公開露面
2018年，她在表姨母尤金妮公主與傑克·布魯斯班克的婚禮中，與表妹夏綠蒂公主一起擔任伴娘。
2022年3月，米婭出席了外曾祖父菲臘親王的感恩儀式，並於4月出席了在溫莎舉行的復活節星期日禮拜。
2022年6月，她與其他王室表親一同參加了伊利沙伯二世的白金禧年慶典。她戴著紅色花朵頭飾出席「皇家軍隊閱兵」，並在皇家包厢中亮相。
2022年9月，米婭和妹妹莉娜隨父母一同前往西敏廳，出席外曾祖母伊利沙伯二世的葬禮。
2023年12月25日，米婭牽著表弟路易王子的手一同步行前往教堂。

## 個人興趣
米婭是一個活潑好動的人。2022年1月，她在格洛斯特的一個足球場參與一場慈善足球比賽。根據她父親邁克所述，她喜歡與表姐薩凡娜和艾拉一起騎馬。另外，她也熱愛游泳，她的母親表示她在11個月大時曾與父母前往澳洲，並從此激發了對水的熱愛。

## 外部連結
- 米婭·廷德爾在互联网电影资料库（IMDb）上的資料（英文）

| 米婭·廷德爾 出生于：2014年1月17日 | 米婭·廷德爾 出生于：2014年1月17日 | 米婭·廷德爾 出生于：2014年1月17日 |
| 頭銜繼承順序                      | 頭銜繼承順序                      | 頭銜繼承順序                      |
| --------------------------------- | --------------------------------- | --------------------------------- |
| 前任者： 扎拉·菲利普斯            | 英國王位繼承 第二十三順位         | 下一順位： 莉娜·廷德爾            |